# Parafia św. Jadwigi w Mokobodach
Parafia Świętej Jadwigi w Mokobodach – parafia rzymskokatolicka w Mokobodach.
Po roku 1458 wieś została włączona do nowo erygowanej parafii pw. Najświętszej Panny Marii w odległym o 2 km Budzieszynie. 
Dopiero w roku 1513 Chreptowicz wraz ze starostą Kobrzyńskim wybudowali w Mokobodach kościół drewniany pw. św. Jadwigi. Jednocześnie utworzona została parafia, do której należało kilkanaście okolicznych wsi. W roku 1646 nastąpiło przyłączenie parafii budzieszyńskiej do mokobodzkiej dekretem biskupa łuckiego Andrzeja Gembickiego. W parafii zachowały się księgi metrykalne od 1651 r.
Kościół przetrwał do 1766 roku, w którym Aleksander Ossoliński herbu Topór, starosta drohicki, miecznik wielki litewski na miejscu mocno zniszczonego, ufundował nowy kościół. Był to także kościół drewniany, zbudowany na fundamentach murowanych. Kościół miał pięć ołtarzy i chór z organami. Obok kościoła usytuowano dzwonnicę z trzema dużymi dzwonami oraz szpital dla chorych i ubogich utrzymujących się z jałmużny. Pomyślny rozwój parafii przerwał pożar kościoła w 1792 r.
Budowę obecnego murowanego, neoklasycystycznego kościoła parafialnego rozpoczął ks. Żebrowski w 1792 r., a fundatorem był Jan Onufry Ossoliński. Projekt architektoniczny autorstwa Jakuba Kubickiego jest czterokrotnie pomniejszonym projektem tegoż autora wyróżnionego w ogłoszonym przez króla Stanisława Augusta Poniatowskiego konkursie architektonicznym na świątynię – votum za Konstytucję 3 maja. Budowę, ze względu na śmierć fundatora, ukończono w roku 1819. Kościół został konsekrowany przez Bpa Marcelego Gutkowskiego w 1837 r.
Kościół przetrwał pierwszą i drugą wojnę światową bez większych zniszczeń. W latach 1964–1966 artysta malarz Tadeusz Drapiewski wykonał na ścianach polichromie o tematyce maryjnej. W roku 1979 wymieniono drewnianą podłogę na posadzkę z marmuru.
Terytorium parafii obejmuje: Mokobody, Bale, Jeruzale, Kapuściaki, Księżopole-Jałmużny, Księżopole-Smolaki, Męczyn, Osiny Dolne, Osiny Górne, Pieńki, Skupie, Świniary, Wesoła, Zaliwie-Brzozówka, Zaliwie-Piegawki, Zaliwie-Szpinki, Zemły.
Do parafii należą kaplice dojazdowe w Budzieszynie, Jałmużnach, Osinach Dolnych i Świniarach.